# Microlestes curtipennis
Microlestes curtipennis är en skalbaggsart som beskrevs av Thomas Casey. Microlestes curtipennis ingår i släktet Microlestes och familjen jordlöpare. Inga underarter finns listade i Catalogue of Life.